# Kjerstin Valkeapää
Kjerstin Inga-Britt Valkeapää, född 10 mars 1961 i Porjus och är en samisk kulturpersonlighet. Valkeapää är idag bosatt i Mittådalens sameby i Härjedalen, och har genom sitt arbeta med både kommersiella och ideella arrangemang, aktualiserat den samiska kulturens roll i dagens samhälle. Hon har under de senaste åren arrangerat Sydsamiska kulturdagar i Funäsdalen (Lopme Naestie) där man synliggör den samiska kulturen ur flera synvinklar. Valkeapää är vidare projektledare för Lopme Laante (snölandet),  samiska temaparker om samer och rennäringen som etableras i Funäsdalen och Björnrike. Hon utnämndes 2016 till hedersdoktor vid Mittuniversitetet i Östersund